# Revolta de Ararate
A Revolta de Ararate, também conhecida como a Rebelião de Are, foi uma revolta dos curdos residentes da província de Are, no leste da Turquia contra o governo turco, que ocorreu em 1930.
O líder da guerrilha curda nesta rebelião, Ihsan Nuri, era da tribo curda Jibran. A República do Ararate seria declarada independente em 1927, durante uma onda de revoltas entre os curdos no sudeste da Turquia.
Até o final do verão de 1930, a Força Aérea Turca estava a bombardear posições curdas em torno do Monte Ararate em todas as direções. Segundo o general Ihsan Nuri Pasha, a superioridade militar da Força Aérea Turca desmoralizou os curdos e levou a sua capitulação. Em 13 de julho, a rebelião foi reprimida em Zilan. Esquadrões de 10 a 15 aviões foram usados para esmagar a revolta. Em 16 de julho, dois aviões turcos foram abatidos e seus pilotos foram mortos pelos curdos. Os bombardeios aéreos continuaram durante vários dias e forçaram os curdos a se retirar para alturas de 5 mil metros. Em 21 de julho, o bombardeio destruiu muitos fortes curdos. Durante estas operações, as forças armadas turcas mobilizaram 66 mil soldados e 100 aviões. A campanha contra os curdos acabou por 17 de setembro de 1930. A Revolta de Ararate foi derrotada em 1931,[carece de fontes?] e a Turquia retomou o controle sobre o território.